# 奥布勒希
奥布勒希（法語：Obrechies，法語發音：[ɔbʁəʃi]）是法国上法蘭西大區北部省的一个市镇，属于埃尔普河畔阿韦讷区。

## 地理
奥布勒希（50°13'12"N, 4°1'33"E）面积5.45 平方千米，位于法国上法蘭西大區北部省，该省份为法国最北部的省份及最长的省份，西北濒北海，西接加来海峡省，南至埃纳省和索姆省，东与比利时接壤。
与奥布勒希接壤的市镇（或旧市镇、城区）包括：小费里耶尔、艾布、舒瓦西、达穆西、迪默绍、基耶沃隆。

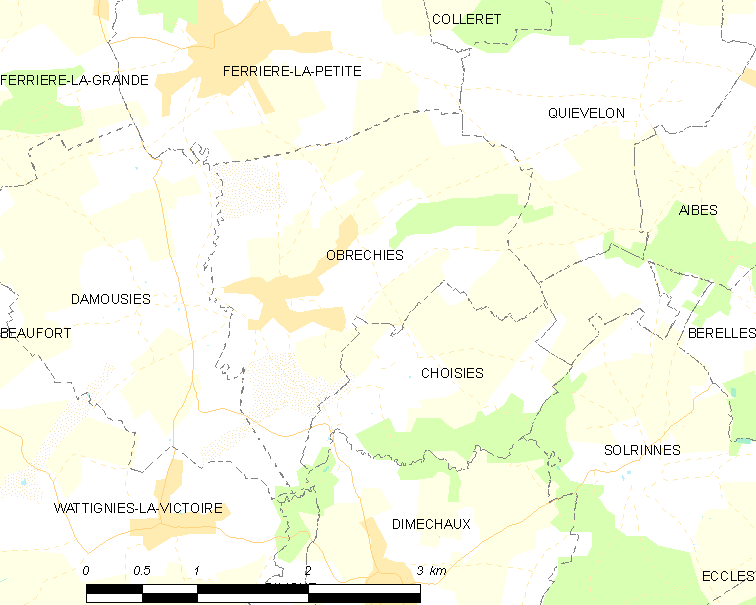
奥布勒希的OSM定位图

奥布勒希的时区为UTC+01:00、UTC+02:00（夏令时）。

## 行政
奥布勒希的邮政编码为59680，INSEE市镇编码为59442。

## 政治
奥布勒希所属的省级选区为富尔米县。

## 人口

1962-2008年间奥布勒希人口变化图示

奥布勒希于2022年1月1日时的人口数量为273人。